# Аньлу
Аньлу (кит. спр. 安陆市, піньїнь: Ānlù Shì) — місто-повіт у центральнокитайській провінції Хубей, складова міста Сяогань.

## Географія
Аньлу розташовується на північному сході провінції.

### Клімат
Місто знаходиться у зоні, котра характеризується вологим субтропічним кліматом. Найтепліший місяць — липень із середньою температурою 28.5 °C (83.3 °F). Найхолодніший місяць — січень, із середньою температурою 3.5 °С (38.3 °F).
| Клімат Аньлу            | Клімат Аньлу | Клімат Аньлу | Клімат Аньлу | Клімат Аньлу | Клімат Аньлу | Клімат Аньлу | Клімат Аньлу | Клімат Аньлу | Клімат Аньлу | Клімат Аньлу | Клімат Аньлу | Клімат Аньлу | Клімат Аньлу |
| Показник                | Січ.         | Лют.         | Бер.         | Квіт.        | Трав.        | Черв.        | Лип.         | Серп.        | Вер.         | Жовт.        | Лист.        | Груд.        | Рік          |
| Середній максимум, °C   | 7,8          | 9,2          | 14,5         | 20,8         | 26,1         | 30           | 32,3         | 32,2         | 27,3         | 22,1         | 15,8         | 10           | 20,7         |
| Середня температура, °C | 3,5          | 5,1          | 10,1         | 16,3         | 21,6         | 25,6         | 28,5         | 28           | 23           | 17,6         | 11,3         | 5,6          | 16,4         |
| Середній мінімум, °C    | −0,8         | 0,8          | 5,7          | 11,8         | 17,2         | 21,5         | 24,6         | 24           | 18,7         | 12,9         | 6,8          | 1,3          | 12           |
| Норма опадів, мм        | 28.2         | 46.4         | 73           | 112.2        | 139.8        | 159.7        | 182.3        | 125.6        | 88.6         | 78.5         | 51.5         | 22.2         | 1108         |
| Днів з опадами          | 9,6          | 10,4         | 12,9         | 14,3         | 13,1         | 11,6         | 11,5         | 10,5         | 11,4         | 11,7         | 11,1         | 9,5          | 137,6        |
| Вологість повітря, %    | 72.2         | 73.5         | 75.4         | 76.8         | 75.5         | 75.4         | 78.9         | 78.5         | 78.1         | 77.5         | 75.6         | 71.9         | 75.8         |
| ----------------------- | ------------ | ------------ | ------------ | ------------ | ------------ | ------------ | ------------ | ------------ | ------------ | ------------ | ------------ | ------------ | ------------ |
| Джерело: Weatherbase    |              |              |              |              |              |              |              |              |              |              |              |              |              |